# Maria Immaculata (Arnshausen)

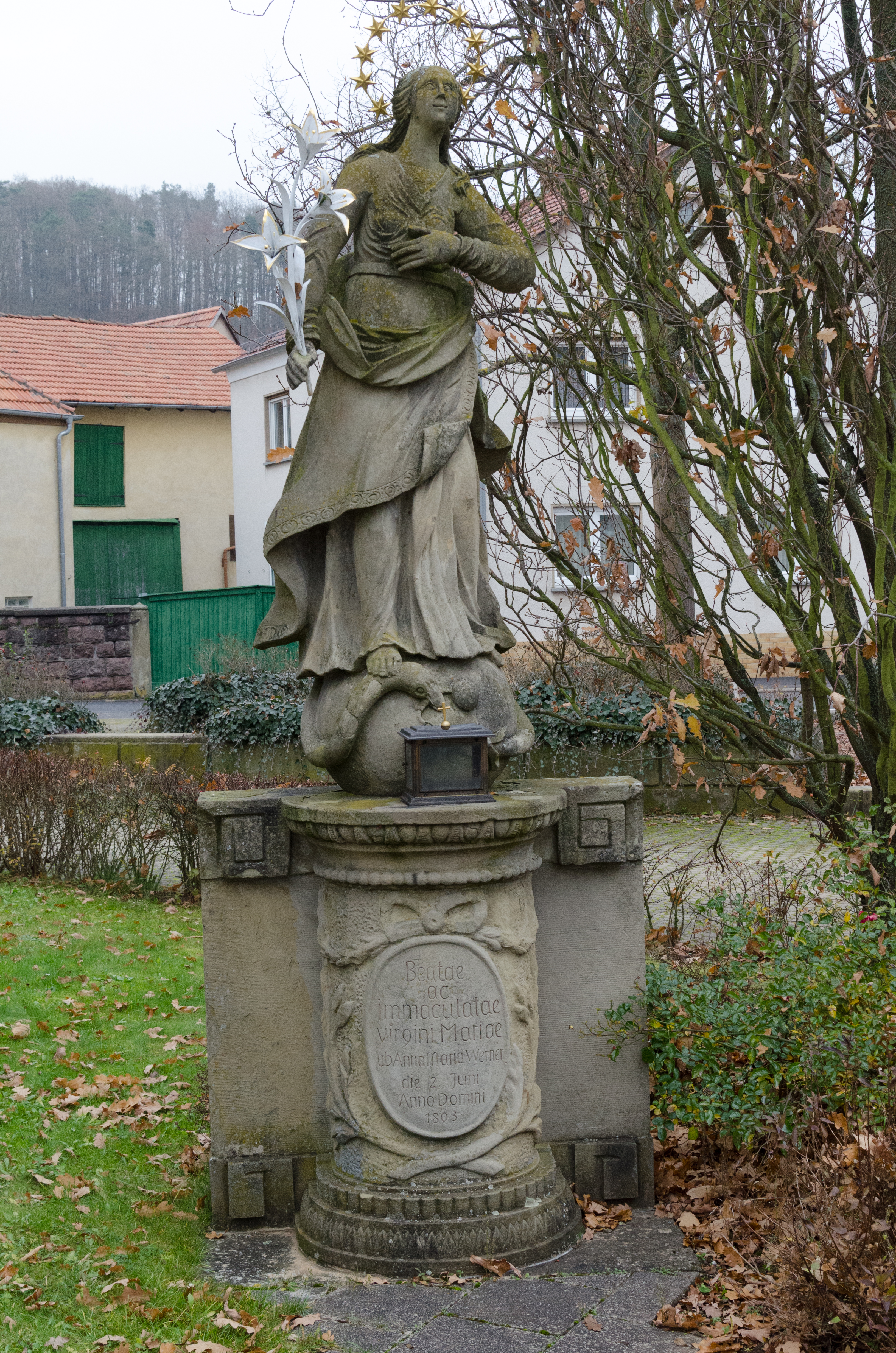
Marienstatue in Arnshausen.

Die Maria Immaculata in Arnshausen, einem Stadtteil des im bayerischen Unterfranken gelegenen Kurortes Bad Kissingen, steht vor der St.-Peter-und-Paul-Kirche des Ortes. 
Die Statue gehört zu den Bad Kissinger Baudenkmälern und ist unter der Nummer D-6-72-114-156 in der Bayerischen Denkmalliste registriert.

## Geschichte
Die Maria Immaculata besteht aus Sandstein und entstand im Jahr 1803.
Auf dem vorgewölbten Mittelteil des 95 cm hohen Sockels steht im ovalen Schriftfeld von Girlanden und Zweigen eingerahmt folgender Text, nach dem Anna Maria Werner am 2. Juni 1803 die Statue der Jungfrau Maria gestiftet hat:

„Beatae

ac

immaculatae

virgini Mariae ab Anna Maria Werner

die 2. Junii

Anno Domini 1803“

Die lebensgroße Statue der Immaculata steht auf der Weltkugel, um die sich die Schlange ringelt Der Heiligenschein mit sieben Sternen und einige der Gewandpartien sind vergoldet.